# Dipaenae incontenta
Dipaenae incontenta är en fjärilsart som beskrevs av William Schaus 1905. Dipaenae incontenta ingår i släktet Dipaenae och familjen björnspinnare. Inga underarter finns listade i Catalogue of Life.